# Монозахарид
Монозахарид (от гръцки μόνος IPA: ['monos] – единичен, и sacchar – захар) е органично съединение, една от основните групи на въглехидратите. Основен енергиен източник на енергия за клетката. Участва в изграждането на РНК и ДНК. Служат като мономери (градивна единица) за синтез на полизахаридите.
Най-разпространените монозахариди са хексозите – глюкоза и фруктоза (източници на енергия в клетката) и пентозите – рибоза и дезоксирибоза (структурни съставки на нуклеиновите киселини). Енергиен резерв на клетката са още дизахаридите лактоза и малтоза.
Повечето монозахариди имат общата формула Cx(H2O)y, където х е най-малко 3 (изключение е например дезоксирибозата). В зависимост от вида на карбонилната им функционална група те се делят на две големи групи: алдози с алдехидна група (-CHO) и кетози с кето-група (=CO).
| Алдотриоза  | глицералдехид | глицералдехид | глицералдехид | глицералдехид | глицералдехид | глицералдехид | глицералдехид | глицералдехид |
| Алдотетроза | еритроза      | еритроза      | еритроза      | еритроза      | треоза        | треоза        | треоза        | треоза        |
| Алдопентози | рибоза        | рибоза        | арабиноза     | арабиноза     | ксилоза       | ксилоза       | ликсоза       | ликсоза       |
| Алдохексози | алоза         | алтроза       | глюкоза       | маноза        | гулоза        | идоза         | галактоза     | талоза        |

| Кетотриоза  | дихидроксиацетон | дихидроксиацетон | дихидроксиацетон | дихидроксиацетон |
| Кетотетрози | еритрулоза       | еритрулоза       | еритрулоза       | еритрулоза       |
| Кетопентози | рибулоза         | рибулоза         | ксилулоза        | ксилулоза        |
| Кетохексози | псикоза          | фруктоза         | сорбоза          | тагатоза         |

| Алдонова киселина  | Глицеринова киселина | Ксилонова киселина   | Глюконова киселина               | Аскорбинова киселина             |
| Улозонова киселина | Неураминова киселина | Неураминова киселина | Кетодезоксиоктулозонова киселина | Кетодезоксиоктулозонова киселина |
| Уронова киселина   | Уронова киселина     | Глюкуронова киселина | Галактуронова киселина           | Идуронова киселина               |
| Алдарова киселина  | Алдарова киселина    | Тартарова киселина   | Галактарова киселина             | Глюкарова киселина               |

| дезоксирибоза | апиоза |